# 本間浩
本間 浩（ほんま ひろし、1938年7月9日 - 2013年5月10日、74歳没）は、日本の法学者、法学博士。専攻は国際法、難民問題。
駿河台大学名誉教授、法政大学名誉教授。

## 人物・来歴
東京都出身。
早稲田大学法学研究科修士課程を修了後、国立国会図書館職員となる。国立国会図書館調査局政治行政課長、外交防衛課長を歴任する。
後に、駿河台大学法学部教授、法政大学人間環境学部教授、難民審査参与員、難民研究フォーラム座長、認定NPO法人難民支援協会上級顧問を務めた。
1988年に、論文『個人の基本権としての庇護権』で法学博士（早稲田大学）を授与された。国際法の専門家として国会で参考人として意見を述べた他、NHKの番組へ出演するなど第一人者として認知されていた。
2013年5月10日、顎下腺癌のため死去。74歳没。

## 著書

### 単著
- 『政治亡命の法理』（早稲田大学出版部, 1974年）
- 『個人の基本権としての庇護権』（勁草書房, 1985年）
- 『在日米軍地位協定概論』（神奈川県渉外部基地対策課, 1986/1993年）
- 『難民問題とは何か』（岩波書店, 1990年）
- 『在日米軍地位協定』（日本評論社, 1996年）
- 『国際難民法の理論とその国内的適用』（現代人文社, 2005年）

### 共編著
- 『難民問題の学際的研究』（国連大学・創価大学アジア研究所共編,御茶の水書房, 1986年）
- 『各国間地位協定の適用に関する比較論考察』（共著,内外出版, 2003年）
- 『「未来」をください』（監修,小学館, 2004年）
- 『支援者のための難民保護講座』（監修,難民支援協会編,現代人文社, 2006年）
- 『国際正義の促進』（上智大学社会正義研究所・国際基督教大学社会科学研究所共編,サンパウロ, 2007年）